# Lista królów asyryjskich
Lista królów asyryjskich – lista wymieniająca w kolejności chronologicznej imiona oraz okres panowania (o ile jest znany) wszystkich władców Asyrii począwszy od czasów najdawniejszych aż do upadku imperium asyryjskiego w końcu VII w. p.n.e. Została ona utworzona w oparciu o informacje zawarte w ówczesnych źródłach pisanych (przede wszystkim Asyryjskiej liście królów), w korelacji z naszą obecną wiedzą historyczną.

## Okres „przedasyryjski” (ok. 2350–2000 p.n.e.)
W okresie tym, jak wskazują odkrycia archeologiczne i inskrypcje z miast Aszur i Niniwy, obszar będący kolebką późniejszego państwa asyryjskiego znajdował się pod kontrolą władców z dynastii akadyjskiej (ok. 2350–2150 p.n.e.) i III dynastii z Ur (ok. 2100–2000 p.n.e.). W ich imieniu władzę nad obszarem tym, ze swej siedziby w mieście Aszur, będącym już wówczas ważnym centrum administracyjnym, sprawował prowincjonalny gubernator (sum. énsi, akad. iššiakkum). Jednym z takich gubernatorów mógł być Azuzu, którego inskrypcję odnaleziono w Aszur. Nie nosi on w niej wprawdzie żadnego tytułu, ale nazywa siebie „sługą” akadyjskiego króla Manisztusu (ok. 2269–2255 p.n.e.). W Aszur odnaleziono też inskrypcję niejakiego Ititi, „zarządcy” (sum. ugula, akad. waklum), który mógł być niezależnym władcą miasta-państwa Aszur w krótkim okresie dzielącym upadek imperium akadyjskiego od powstania imperium III dynastii z Ur (XXII wiek p.n.e.). O kontroli królów z III dynastii z Ur nad Aszur świadczyć może odnaleziona w tym mieście inskrypcja Zariquma, gubernatora Aszur za rządów królów Szulgiego (2096–2048 p.n.e.) i Amar-Suena (ok. 2047–2038 p.n.e.).

## Okres staroasyryjski (ok. 2000–1750 p.n.e.)
Lista najwcześniejszych władców miasta-państwa Aszur. Niektórzy z nich znani są z własnych inskrypcji. W liście nie zostali uwzględnieni władcy umieszczeni na początku Asyryjskiej listy królów (ustępy wymieniające „17 królów, którzy mieszkali w namiotach” i „10 królów, którzy byli przodkami”), którzy (być może z wyjątkiem Uszpii i Apiaszala) nigdy nie panowali w Aszur: imiona władców z pierwszego ustępu wydają się tak naprawdę stanowić listę amoryckich plemion i nazw geograficznych, natomiast ustęp drugi zdaje się wymieniać amoryckich przodków Szamszi-Adada I (1813–1781 p.n.e.).
| imię władcy                                | długość panowania według Asyryjskiej listy królów | przybliżony okres/lata panowania        | uwagi |
| ------------------------------------------ | ------------------------------------------------- | --------------------------------------- | --- |
| Ušpia (Uszpia)                             | –                                                 | koniec XXI w. p.n.e. (?)                | wymieniany w inskrypcjach budowlanych późniejszych władców asyryjskich jako pierwszy znany budowniczy świątyni boga Aszura w Aszur                                     |
| Sulili/Sulê (Sulili)                       | –                                                 | koniec XXI w. p.n.e. (?)                | być może tożsamy z Ṣilulu, którego inskrypcję odkryto w Kanesz |
| Kikkia (Kikkia)                            | –                                                 | koniec XXI w. p.n.e.                    | wymieniany w inskrypcjach budowlanych późniejszych władców asyryjskich jako budowniczy murów obronnych wokół Aszur                                                     |
| Akia (Akia)                                | –                                                 | przełom XXI\XX w. p.n.e.                | |
| Puzur-Aššur (Puzur-Aszur I)                | –                                                 | początek XX w. p.n.e.                   | najprawdopodobniej założyciel rodzimej dynastii |
| Šalim-ahum, Šallim-ahhe (Szalim-ahum)      | –                                                 | początek XX w. p.n.e.                   | syn Puzur-Aszura I, znany z własnej inskrypcji odkrytej w Aszur |
| Ilu-šūma (Ilu-szuma)                       | –                                                 | początek XX w. p.n.e.                   | syn Szalim-ahuma, znany z własnych inskrypcji z Aszur |
| Erišum, Irišum (Eriszum I)                 | 40 lat                                            | 1974–1935 p.n.e. lub 1972–1933 p.n.e.   | syn Ilu-szumy, znany z własnych inskrypcji z Aszur |
| Ikūnum (Ikunum)                            | (tekst zniszczony)                                | 1934–1921 p.n.e. lub 1932–1918 p.n.e.   | syn Eriszuma I, znany z własnych inskrypcji z Aszur |
| Šarru-kīn (Sargon I)                       | (tekst zniszczony)                                | 1920–1881 p.n.e. lub 1917–1878 p.n.e.   | syn Ikunuma, znany z inskrypcji na pieczęci pochodzącej z Kanesz |
| Puzur-Aššur (Puzur-Aszur II)               | (tekst zniszczony)                                | 1880–1873 p.n.e. lub 1877–1870 p.n.e.   | syn Sargona I według Asyryjskiej listy królów |
| Narām-Sîn (Naram-Sin)                      | (tekst zniszczony)                                | 1872–1829/19 p.n.e. lub 1869–? p.n.e.   | syn Puzur-Aszura II według Asyryjskiej listy królów |
| Erišum (Eriszum II)                        | (tekst zniszczony)                                | 1828/1818–1809 p.n.e. lub?–1809 p.n.e.  | syn Naram-Sina według Asyryjskiej listy królów |
| Šamši-Adad lub Šamši-Addu (Szamszi-Adad I) | 33 lata                                           | 1808–1776 p.n.e.                        | amorycki uzurpator, twórca potęgi państwa staroasyryjskiego; współczesny Hammurabiemu z Babilonu; najprawdopodobniej to za jego czasów powstała Asyryjska lista królów |
| Išme-Dagan (Iszme-Dagan I)                 | 40 lat                                            | 1775–1761? p.n.e. lub 1775–1736? p.n.e. | syn Szamszi-Adada I, współczesny Hammurabiemu z Babilonu |

Iszme-Dagan pokonany został najprawdopodobniej w ok. 1761 r. p.n.e. przez Hammurabiego z Babilonu, który – jak podaje jego 33 „nazwa roczna” – podporządkować miał sobie wówczas „różne miasta w krainie Subartu i Ekallatum”. Wśród miast tych znajdować się musiało również Aszur, gdyż wymieniane jest ono wśród miast znajdujących się pod jego kontrolą w prologu Kodeksu Hammurabiego (kol. IV 53-58).

## Okres anarchii (ok. 1750–1700r.p.n.e.)
Chaotyczny okres, bardzo słabo udokumentowany. Kilku pretendentów do asyryjskiego tronu – w tym potomkowie Szamszi-Adada I – walczy ze sobą o władzę. Niektórych z nich Asyryjska lista królów nie wymienia.

### Władcy wymienieni wAsyryjskiej liście królów(wersji standardowej)
| imiona władców                                                  | informacje dodatkowe z Asyryjskiej listy królów |
| --------------------------------------------------------------- | --- |
| Aššur-dugul (Aszur-dugul)                                       | „syn nikogo, bez praw do tronu, panował przez 6 lat” |
| Aššur-apla-idi Naşir-Sîn Sîn-nāmir Ipqi-Ištar Adad-şalūlu Adasi | „za Aszur-dugula, syna nikogo, Aszur-apla-idi, Nasir-Sin, Sin-namir, Ipqi-Isztar, Adad-salulu i Adasi, sześciu królów, synów nikogo, panowało na początku jego krótkich rządów” |

### Władcy wymienieni wAsyryjskiej liście królów(wersji alternatywnej)
- Mūt-Aškur (Mut-Aszkur) – syn Iszme-Dagana I
- Rēmu(...) (rekonstruowane jako Remu(š?)[29] lub Talmu-sz(arri)[30]) – syn Mut-Aszkura?[30]

### Władcy wymienieni winskrypcji Puzur-Sina
- Asīnum (Asinum)[31]
- Puzur-Sîn (Puzur-Sin)[32]

## Okres stabilizacji (dynastia Adasiego) (ok. 1700–1350r.p.n.e.)
Sytuacja w Asyrii stabilizuje się. Od Adasiego zaczyna się ciągła linia genealogiczna królów asyryjskich. Od poł. XV w. p.n.e. Asyria staje się lennikiem Mitanni. Datowanie panowania władców przybliżone.
| imię władcy                                 | informacje z Asyryjskiej listy królów | informacje z Asyryjskiej listy królów | lata panowania       | lata panowania       | uwagi                                                                                          |
| imię władcy                                 | pochodzenie                           | dŀugość panowania                     |                      | według CAH           | uwagi                                                                                          |
| ------------------------------------------- | ------------------------------------- | ------------------------------------- | -------------------- | -------------------- | ---------------------------------------------------------------------------------------------- |
| Bēl-bāni (Bel-bani)                         | syn Adasiego                          | 10 lat                                | ok. 1698–1689 p.n.e. | ok. 1700–1691 p.n.e. |                                                                                                |
| Libāja (Libaja)                             | syn Bel-bani                          | 17 lat                                | ok. 1688–1672 p.n.e. | ok. 1690–1674 p.n.e. |                                                                                                |
| Šarma-Adad (I) (Szarma-Adad I)              | syn Libaji                            | 12 lat                                | ok. 1671–1660 p.n.e. | ok. 1673–1662 p.n.e. |                                                                                                |
| Iptar-Sîn (Iptar-Sin)                       | syn Szarma-Adada I                    | 12 lat                                | ok. 1659–1648 p.n.e. | ok. 1661–1650 p.n.e. |                                                                                                |
| Bazāja (Bazaja)                             | syn Bel-bani                          | 28 lat                                | ok. 1647–1620 p.n.e. | ok. 1649–1622 p.n.e. |                                                                                                |
| Lullāja (Lullaja)                           | „syn nikogo” (uzurpator)              | 6 lat                                 | ok. 1619–1614 p.n.e. | ok. 1621–1616 p.n.e. |                                                                                                |
| Šū-Ninua (Szu-Ninua)                        | syn Bazaji                            | 14 lat                                | ok. 1613–1600 p.n.e. | ok. 1615–1602 p.n.e. | wymieniony we fragmencie alternatywnej Asyryjskiej listy królów jako założyciel nowej dynastii |
| Šarma-Adad (II) (Szarma-Adad II)            | syn Szu-Ninuy                         | 3 lata                                | ok. 1599–1597 p.n.e. | ok. 1601–1599 p.n.e. |                                                                                                |
| Erišum (III) (Eriszum III)                  | syn Szu-Ninuy                         | 13 lat                                | ok. 1596–1584 p.n.e. | ok. 1598–1586 p.n.e. |                                                                                                |
| Šamšī-Adad (II) (Szamszi-Adad II)           | syn Eriszuma III                      | 6 lat                                 | ok. 1583–1578 p.n.e. | ok. 1585–1580 p.n.e. |                                                                                                |
| Išme-Dagan (II) (Iszme-Dagan II)            | syn Szamszi-Adada II                  | 16 lat                                | ok. 1577–1562 p.n.e. | ok. 1579–1564 p.n.e. |                                                                                                |
| Šamšī-Adad (III) (Szamszi-Adad III)         | syn Iszme-Dagana II                   | 16 lat                                | ok. 1561–1546 p.n.e. | ok. 1563–1548 p.n.e. |                                                                                                |
| Aššur-nērāri (I) (Aszur-nirari I)           | syn Iszme-Dagana II                   | 26 lat                                | ok. 1545–1520 p.n.e. | ok. 1547–1522 p.n.e. |                                                                                                |
| Puzur-Aššur (III) (Puzur-Aszur III)         | syn Aszur-nerari I                    | 14 lat/24 lata                        | ok. 1519–1496 p.n.e. | ok. 1521–1498 p.n.e. | według Kroniki synchronistycznej współczesny Burna-Buriaszowi I z Babilonu                     |
| Enlil-nāṣir (I) (Enlil-nasir I)             | syn Puzur-Aszura III                  | 13 lat                                | ok. 1495–1483 p.n.e. | ok. 1497–1485 p.n.e. |                                                                                                |
| Nūr-ili (Nur-ili)                           | syn Enlil-nasira I                    | 12 lat                                | ok. 1482–1471 p.n.e. | ok. 1484–1473 p.n.e. |                                                                                                |
| Aššur-šadûni (Aszur-szaduni)                | syn Nur-ili                           | 1 miesiąc                             | ?                    | ?                    |                                                                                                |
| Aššur-rabî (I) (Aszur-rabi I)               | syn Enlil-nasira I                    | (tekst uszkodzony)                    | ok. 1470–1451 p.n.e. | ok. 1472–1453 p.n.e. |                                                                                                |
| Aššur-nādin-ahhē (I) (Aszur-nadin-ahhe I)   | syn Aszur-rabi I                      | (tekst uszkodzony)                    | ok. 1450–1431 p.n.e. | ok. 1452–1433 p.n.e. |                                                                                                |
| Enlil-nāṣir (II) (Enlil-nasir II)           | brat Aszur-nadin-ahhe I               | 6 lat                                 | ok. 1430–1425 p.n.e. | ok. 1432–1427 p.n.e. |                                                                                                |
| Aššur-nērāri (II) (Aszur-nirari II)         | syn Enlil-nasira II                   | 7 lat                                 | ok. 1424–1418 p.n.e. | ok. 1426–1420 p.n.e. |                                                                                                |
| Aššur-bēl-nišēšu (Aszur-bel-niszeszu)       | syn Aszur-nerari II                   | 9 lat                                 | ok. 1417–1409 p.n.e. | ok. 1419–1411 p.n.e. | według Kroniki synchronistycznej współczesny Kara-indaszowi z Babilonu                         |
| Aššur-rēm-nišēšu (Aszur-rem-niszeszu)       | syn Aszur-bel-niszeszu                | 8 lat                                 | ok. 1408–1401 p.n.e. | ok. 1410–1403 p.n.e. |                                                                                                |
| Aššur-nādin-ahhē (II) (Aszur-nadin-ahhe II) | syn Aszur-rem-niszeszu                | 10 lat                                | ok. 1400–1391 p.n.e. | ok. 1402–1393 p.n.e. |                                                                                                |
| Eriba-Adad (I) (Eriba-Adad I)               | syn Aszur-bel-niszeszu                | 27 lat                                | ok. 1390–1364 p.n.e. | ok. 1392–1366 p.n.e. |                                                                                                |

## Okres średnioasyryjski
| imię władcy                                   | informacje z Asyryjskiej Listy Królów | informacje z Asyryjskiej Listy Królów | lata panowania         | lata panowania   | uwagi |
| imię władcy                                   | pochodzenie                           | długość panowania                     | według van De Mieroopa | według CAH       | uwagi |
| --------------------------------------------- | ------------------------------------- | ------------------------------------- | ---------------------- | ---------------- | --- |
| Aššur-uballiṭ (Aszur-uballit I)               | syn Eriba-Adada I                     | 36 lat                                | 1363–1328 p.n.e.       | 1365–1330 p.n.e. | współczesny czterem kolejnym władcom kasyckim: Burnaburiaszowi II, Kara-hardaszowi, Nazi-bugaszowi i Kurigalzu II |
| Enlil-nārārī (Enlil-narari)                   | syn Aszur-uballita I                  | 10 lat                                | 1327–1318 p.n.e.       | 1329–1320 p.n.e. | według Kroniki synchronistycznej współczesny Kurigalzu II z Babilonu                                              |
| Arik-dīn-ili (Arik-den-ili)                   | syn Enlil-narari                      | 12 lat                                | 1317–1306 p.n.e.       | 1319–1308 p.n.e. | |
| Adad-nārārī (Adad-nirari I)                   | brat/syn Arik-den-ili                 | 32 lata                               | 1305–1274 p.n.e.       | 1307–1275 p.n.e. | według Kroniki synchronistycznej współczesny Nazi-Maruttaszowi z Babilonu                                         |
| Salmānu-ašarēd (Salmanasar I)                 | syn Adad-nirari I                     | 30 lat                                | 1273–1244 p.n.e.       | 1274–1245 p.n.e. | |
| Tukultī-Ninurta (Tukulti-Ninurta I)           | syn Salmanasara I                     | 37 lat                                | 1243–1207 p.n.e.       | 1244–1208 p.n.e. | |
| Aššur-nādin-apli (Aszur-nadin-apli)           | syn Tukulti-Ninurty I                 | 3 lata/4 lata                         | 1206–1203 p.n.e.       | 1207–1204 p.n.e. | |
| Aššur-nērārī (Aszur-nirari III)               | syn Aszurnasirpala/Aszur-nadin-apli   | 6 lat                                 | 1202–1197 p.n.e.       | 1203–1198 p.n.e. | |
| Enlil-kudurrī-uṣur (Enlil-kudurri-usur)       | syn Tukulti-Ninurty I                 | 5 lat                                 | 1196–1192 p.n.e.       | 1197–1193 p.n.e. | |
| Ninurta-apil-Ekur (Ninurta-apil-Ekur)         | syn Ili-haddy, potomek Eriba-Adada I  | 3 lata/13 lat                         | 1191–1179 p.n.e.       | 1192–1180 p.n.e. | założyciel nowej dynastii                                                                                         |
| Aššur-dān (Aszur-dan I)                       | syn Ninurty-apil-Ekura                | 46 lat                                | 1178–1133 p.n.e.       | 1179–1134 p.n.e. | |
| Ninurta-tukultī-Aššur (Ninurta-tukulti-Aszur) | syn Aszur-dana I                      | krócej niż rok                        | ?                      | ?                | |
| Mutakkil-Nusku (Mutakkil-Nusku)               | brat Ninurty-tukulti-Aszura           | krócej niż rok                        | ?                      | ?                | |
| Aššur-rēša-iši (Aszur-resza-iszi I)           | syn Mutakkil-Nusku                    | 18 lat                                | 1132–1115 p.n.e.       | 1133–1116 p.n.e. | |
| Tukultī-apil-Ešarra (Tiglat-Pileser I)        | syn Aszur-resza-iszi I                | 39 lat                                | 1114–1076 p.n.e.       | 1115–1077 p.n.e. | współczesny Marduk-nadin-ahhe z Babilonu                                                                          |
| Ašarēd-apil-Ekur (Aszared-apil-Ekur)          | syn Tiglatpilesara I                  | 2 lata                                | 1075–1074 p.n.e.       | 1076–1075 p.n.e. | |
| Aššur-bēl-kala (Aszur-bel-kala)               | syn Tiglat-Pilesera I                 | 18 lat                                | 1073–1056 p.n.e.       | 1074–1057 p.n.e. | według Kroniki synchronistycznej współczesny Marduk-szapik-zeri z Babilonu                                        |
| Erība-Adad (Eriba-Adad II)                    | syn Aszur-bel-kala                    | 2 lata                                | 1055–1054 p.n.e.       | 1056–1055 p.n.e. | |
| Šamšī-Adad (Szamszi-Adad IV)                  | syn Tiglat-Pilesera I                 | 4 lata                                | 1053–1050 p.n.e.       | 1054–1051 p.n.e. | |
| Aššur-nāṣir-apli (Aszur-nasir-apli I)         | syn Szamszi-Adada IV                  | 19 lat                                | 1049–1031 p.n.e.       | 1050–1032 p.n.e. | |
| Salmānu-ašarēd (Salmanasar II)                | syn Aszurnasirpala I                  | (tekst uszkodzony)                    | 1030–1019 p.n.e.       | 1031–1020 p.n.e. | |
| Aššur-nērārī (Aszur-nirari IV)                | syn Salmanasara II                    | 6 lat                                 | 1018–1013 p.n.e.       | 1019–1014 p.n.e. | |
| Aššur-rabî (Aszur-rabi II)                    | syn Aszurnasirpala I                  | 41 lat                                | 1012–972 p.n.e.        | 1013–973 p.n.e.  | |
| Aššur-rēša-iši (Aszur-resza-iszi II)          | syn Aszur-rabi II                     | 5 lat                                 | 971–967 p.n.e.         | 972–968 p.n.e.   | |
| Tukultī-apil-Ešarra (Tiglat-Pileser II)       | syn Aszur-resza-iszi II               | 32 lata                               | 966–935 p.n.e.         | 967–935 p.n.e.   | |

## Okres nowoasyryjski
| imię władcy                              | informacje z Asyryjskiej Listy Królów | informacje z Asyryjskiej Listy Królów | lata panowania | uwagi |
| imię władcy                              | pochodzenie                           | długość panowania                     | lata panowania | uwagi |
| ---------------------------------------- | ------------------------------------- | ------------------------------------- | -------------- | --- |
| Aššur-dān (Aszur-dan II)                 | syn Tiglat-Pilesera II                | 23 lata                               | 934–912 p.n.e. | |
| Adad-nērārī (Adad-nirari II)             | syn Aszur-dana II                     | 21 lat                                | 911–891 p.n.e. | współczesny władcom babilońskim: Szamasz-mudammiqowi i Nabu-szuma-ukinowi I |
| Tukultī-Ninurta (Tukulti-Ninurta II)     | syn Adad-nirari II                    | 7 lat                                 | 890–884 p.n.e. | współczesny władcy babilońskiemu Nabu-szuma-ukinowi I |
| Aššur-nāṣir-apli (Aszurnasirpal II)      | syn Tukulti-Ninurty II                | 25 lat                                | 883–859 p.n.e. | przeniesienie stolicy państwa do Kalhu |
| Salmānu-ašarēd (Salmanasar III)          | syn Aszurnasirpala II                 | 35 lat                                | 858–824 p.n.e. | współczesny władcom babilońskim: Nabu-apla-iddinie i Marduk-zakir-szumiemu I |
| Šamšī-Adad (Szamszi-Adad V)              | syn Salmanasara III                   | 13 lat                                | 823–811 p.n.e. | współczesny władcom babilońskim: Marduk-zakir-szumiemu I, Marduk-balassu-iqbi i Baba-aha-iddinie                                                                                       |
| Adad-nērārī (Adad-nirari III)            | syn Szamszi-Adada V                   | 28 lat                                | 810–783 p.n.e. | w chwili śmierci Szamszi-Adada V jego syn Adad-nirari był jeszcze małoletni i w jego imieniu przez pięć lat sprawowała władzę w Asyrii jako regentka jego matka Sammu-ramat.           |
| Salmānu-ašarēd (Salmanasar IV)           | syn Adad-nirari III                   | 10 lat                                | 782–773 p.n.e. | |
| Aššur-dān (Aszur-dan III)                | brat Salmanasara IV                   | 18 lat                                | 772–755 p.n.e. | w dziewiątym roku jego panowania (763 r. p.n.e.) miało miejsce zaćmienie Słońca (tzw. zaćmienie Bur-Saggile)                                                                           |
| Aššur-nērārī (Aszur-nirari V)            | syn Adad-nirari III                   | 10 lat                                | 754–745 p.n.e. | współczesny Sarduri II, królowi Urartu |
| Tukultī-apil-Ešarra (Tiglat-Pileser III) | syn Aszur-nirari V                    | 18 lat                                | 744–727 p.n.e. | współczesny babilońskim królom: Nabu-nasirowi, Nabu-nadin-zeri, Nabu-szuma-ukinowi II i Nabu-mukin-zeri; król Babilonu w latach 729–727 p.n.e.; współczesny Sarduri II, królowi Urartu |
| Salmānu-ašarēd (Salmanasar V)            | syn Tiglat-Pilesera III               | 5 lat                                 | 726–722 p.n.e. | na tym władcy kończy się Asyryjska lista królów |

| dynastia Sargonidów                 | dynastia Sargonidów            | dynastia Sargonidów                                                  |
| imię władcy                         | lata panowania                 | uwagi                                                                |
| ----------------------------------- | ------------------------------ | -------------------------------------------------------------------- |
| Šarru-kīn (Sargon II)               | 721–705 p.n.e.                 | założyciel asyryjskiej dynastii Sargonidów                           |
| Sîn-ahhē-erība (Sennacheryb)        | 704–681 p.n.e.                 | syn Sargona II                                                       |
| Aššur-aha-iddina (Asarhaddon)       | 680–669 p.n.e.                 | syn Sennacheryba                                                     |
| Aššur-bāni-apli (Aszurbanipal)      | 668–627? p.n.e.                | syn Asarhaddona                                                      |
| Aššur-etel-ilāni (Aszur-etel-ilani) | 630?–626 p.n.e. 627–623 p.n.e. | syn Aszurbanipala                                                    |
| Sîn-šumu-lišir (Sin-szumu-liszir)   | 626 p.n.e.                     | uzurpator                                                            |
| Sîn-šarra-iškun (Sin-szarra-iszkun) | 626–612 p.n.e. 622–612 p.n.e.  | syn Aszurbanipala                                                    |
| Aššur-uballiṭ (Aszur-uballit II)    | 612–610 p.n.e. 611–? p.n.e.    | 610 rok p.n.e. – upadek miasta Harran – koniec imperium asyryjskiego |